# CACNG1
CACNG1 (англ. Calcium voltage-gated channel auxiliary subunit gamma 1) – білок, який кодується однойменним геном, розташованим у людей на короткому плечі 17-ї хромосоми. Довжина поліпептидного ланцюга білка становить 222 амінокислот, а молекулярна маса — 25 028.
| 10         |  | 20         |  | 30         |  | 40         |  | 50         |
| ---------- |  | ---------- |  | ---------- |  | ---------- |  | ---------- |
| MSQTKMLKVR |  | VTLFCILAGI |  | VLAMTAVVTD |  | HWAVLSPHME |  | HHNTTCEAAH |
| FGLWRICTKR |  | IPMDDSKTCG |  | PITLPGEKNC |  | SYFRHFNPGE |  | SSEIFEFTTQ |
| KEYSISAAAI |  | AIFSLGFIIL |  | GSLCVLLSLG |  | KKRDYLLRPA |  | SMFYAFAGLC |
| ILVSVEVMRQ |  | SVKRMIDSED |  | TVWIEYYYSW |  | SFACACAAFI |  | LLFLGGLALL |
| LFSLPRMPRN |  | PWESCMDAEP |  | EH         |  |            |  |            |

A: Аланін

C: Цистеїн

D: Аспарагінова кислота

E: Глутамінова кислота

F: Фенілаланін

G: Гліцин

H: Гістидин

I: Ізолейцин

K: Лізин

L: Лейцин

M: Метіонін

N: Аспарагін

P: Пролін

Q: Глутамін

R: Аргінін

S: Серин

T: Треонін

V: Валін

W: Триптофан

Кодований геном білок за функціями належить до іонних каналів, потенціалзалежних каналів. 
Задіяний у таких біологічних процесах, як транспорт іонів, транспорт, транспорт кальцію. 
Білок має сайт для зв'язування з іоном кальцію. 
Локалізований у мембрані.